# Лу Вилијамс
Луис Тајрон Вилијамс (енгл. Louis Tyrone Williams; Мемфис, Тенеси, 27. октобар 1986) бивши је амерички кошаркаш. Играо је на позицијама плејмејкера и бека.

## Каријера
Вилијамс се сматра једним од најбољих играча са клупе у НБА лиги у 21. веку. Награду за најбољег шестог играча лиге добио је три пута: 2015, 2018. и 2019. године.

## Успеси

### Појединачни
- Шести играч године НБА (3): 2014/15, 2017/18, 2018/19.